# Choudwar
Choudwar, en hindi : चौद्वार, est une ville du district de Cuttack, dans l'État d'Odisha, en Inde. Selon le recensement de l'Inde de 2011, elle compte une population de 52 999 habitants.